# Ménonval
Ménonval é uma comuna francesa na região administrativa da Normandia, no departamento de Sena Marítimo. Estende-se por uma área de 5,24 km². Em 2010 a comuna tinha 225 habitantes (densidade: 42,9 hab./km²).